# Тънкоклюн певец
Тънкоклюн певец (Phylloscopus tytleri) е вид птица от семейство Phylloscopidae. Видът е почти застрашен от изчезване.

## Разпространение
Видът е разпространен в Афганистан, Индия, Непал и Пакистан.